# Cripps Red (manzana)
Cripps Red es una variedad de manzana que cumple las normas de calidad para poder venderse bajo el nombre comercial de Sundownder® y Joya®. En su origen fue obtenida por John Cripps en el Departamento de Agricultura de Australia Occidental cruzando  la variedad de Golden Delicious con el polen de la manzana australiana Lady Williams, con la idea de combinar las propiedades de durabilidad y resistencia al almacenamiento prolongado de la Lady Williams con la dulzura pero poca capacidad de almacenamiento de la Golden Delicious.

## Marca registrada
'Cripps Red' pertenece y está bajo licencia del Departamento de Agricultura y Alimentación de Australia Occidental  (DAFWA), que dispone de los derechos de producción en diversos países. El máximo organismo de la industria para los cultivadores de manzanas y peras australianas —«Apple and Pear Australia Limited» (APAL)— “posee” y gestiona mundialmente la “propiedad intelectual” de la marca comercial Sundownder® y  Joya®, que está registrada en más de 70 países.

## Historia
'Cripps Red' es una variedad de manzana, que fue desarrollada en 1973 junto con Cripps Pink (Pink Lady®) por John Cripps en la "Estación de Investigación Hortícola Stoneville" de Australia Occidental al cruzar como Parental-Madre Golden Delicious con el polen de  Lady Williams como Parental-Padre. Posteriormente fue probado y seleccionado en el "Centro de Investigación Hortícola de Manjiump durante 1989 y 1990 y lanzado en 1993 cuando se le dio el nombre comercial de Sundowner®.

## Características
'Cripps Red' es un árbol de un vigor moderadamente vigoroso. Esta variedad es la más temprana en florecer y una de las que se recogen más tardíamente. La diferencia de temperatura entre el día y la noche durante el otoño les proporciona sus colores característicos. Por otra parte, necesitan una buena exposición al sol. Aclareo de la fruta necesario para evitar la sobreproducción. Tiene un tiempo de floración que comienza a partir del 1 de mayo con el 10% de floración, para el 8 de mayo tiene una floración completa (80%), y para el 10 de mayo tiene un 90% caída de pétalos.
'Cripps Red' tiene una talla de fruto medio a grande dependiendo de la cantidad de raleo practicada; forma oblonga cónica, a veces cuadrada; con nervaduras muy débiles, y corona débil; epidermis tiende a ser dura suave con color de fondo es verde amarillento, con un sobre color rubor rojo con rayas carmesí, su rubor rojo a diferencia del rosa de su prima más famosa (Pink Lady®), importancia del sobre color medio-alto, y patrón del sobre color rayado / moteado, a veces se pueden detectar rayas vagas, algunas redes de "russeting", especialmente alrededor de la cavidad del tallo y en el hombro. Numerosas lenticelas pequeñas a medianas blancas distintivas, "russeting" (pardeamiento áspero superficial que presentan algunas variedades) bajo; cáliz es mediano y semiabierto, asentado en una cuenca media y poco profunda; pedúnculo es largo y delgado, colocado en una cavidad profunda pero moderadamente abierta; carne de color amarillenta, la pulpa es crujiente y densa, un poco más gruesa que la Pink Lady®, y muy jugosa, con una atractiva calidad esponjosa al masticar y al paladar.
Su tiempo de recogida de cosecha se inicia a finales de octubre. Se mantiene bien hasta seis meses en cámara frigorífica. Con un poco de almacenamiento, la dulzura de esta manzana mejora y los ácidos bajan un poco, por lo que a menudo no se vende inmediatamente después de la cosecha.

## Usos
'Cripps Red' es una variedad tardía obtenida en la misma serie que Pink Lady en Australia Occidental. No tiene una apariencia tan bonita, pero muchos piensan que tiene una mejor calidad para comer debido al buen equilibrio entre dulzor y acidez que le da un sabor más interesante que a 'Pink Lady', por lo cual la hace una excelente manzana para comer en postre de mesa.
La densidad de 'Cripps Red' significa que es una buena manzana para cocinar ya que mantiene su forma.

## Ploidismo
Diploide, polen estéril. Grupo de polinización: C, Día 1.º

## Susceptibilidades
Resistente al moho, pero puede sufrir deficiencia de magnesio.